# Hugh Syme
Hugh Syme es un artista gráfico conocido por sus trabajos en material gráfico de placas musicales para bandas de rock y metal. También fue músico y se puede apreciar su presencia en algunas canciones de Rush como tecladista. Syme empezó a crear carátulas para Rush desde el álbum Caress of Steel en 1975, así como creó el famoso logotipo de la banda.
Hugh Syme también ha realizado carátulas para bandas tales como:Iron Maiden, Klaatu, Extol, Megadeth, Nevermore, Stone Sour, Styx, Fates Warning, Whitesnake, Queensryche, Aerosmith y Dream Theater

## Arte de cubiertas de álbumes
Lista cronológico de arte de cubiertas de Hugh Syme (incluyendo LP de estudio, en vivo, compilación y reproducción extendida).
| Año  | Artista                  | Álbum                                                           | Role                                                                                          |
| ---- | ------------------------ | --------------------------------------------------------------- | --------------------------------------------------------------------------------------------- |
| 1975 | Rush                     | Caress of Steel                                                 | Gráficos                                                                                      |
| 1975 | Ian Thomas Band          | Delights                                                        | Gráficos con John Fraser                                                                      |
| 1976 | Ian Thomas Band          | Calabash                                                        | Gráficos                                                                                      |
| 1976 | Rush                     | 2112                                                            | Gráficos y logo de Starman                                                                    |
| 1976 | Rush                     | All the World's a Stage                                         | Gráficos                                                                                      |
| 1977 | Rush                     | A Farewell to Kings                                             | Dirección artística y gráficos                                                                |
| 1977 | Max Webster              | High Class in Borrowed Shoes                                    | Dirección artística y gráficos                                                                |
| 1978 | Rush                     | Hemispheres                                                     | Dirección artística con Bob King y gráficos                                                   |
| 1978 | Rush                     | Archives                                                        | Diseño con Bob King y gráficos                                                                |
| 1978 | Klaatu                   | Sir Army Suit                                                   | Arte de la cubierta                                                                           |
| 1978 | Max Webster              | Mutiny Up My Sleeve                                             | Dirección y diseño de arte                                                                    |
| 1979 | Ian Thomas Band          | Glider                                                          | Gráficos y diseño con Bob King                                                                |
| 1979 | Max Webster              | Live Magnetic Air                                               | Dirección artística y gráficos                                                                |
| 1980 | Rush                     | Permanent Waves                                                 | Dirección artística y gráficos. Concepto de portada creado con Neil Peart.                    |
| 1980 | Toronto                  | Lookin' for Trouble                                             | Gráficos y diseño con Michael Gray.                                                           |
| 1981 | Rush                     | Moving Pictures                                                 | Dirección artística y gráficos. Concepto de portada creado con Deborah Samuel.                |
| 1981 | Rush                     | Exit...Stage Left                                               | Dirección artística, gráficos y concepto de portada                                           |
| 1982 | Rush                     | Signals                                                         | Dirección artística, gráficos y concepto de portada                                           |
| 1982 | Saga                     | In Transit                                                      | Dirección y diseño de arte                                                                    |
| 1982 | Gowan                    | Gowan                                                           | Dirección artística, gráficos y concepto de portada                                           |
| 1982 | Harlequin                | One False Move                                                  | Diseño de portada                                                                             |
| 1983 | Red Rider                | Neruda                                                          | Dirección de arte y diseño de portada                                                         |
| 1984 | Rush                     | Grace Under Pressure                                            | Dirección de arte y pintura de portada                                                        |
| 1984 | Ian Thomas Band          | Riders on Dark Horses                                           | Dirección y diseño de arte                                                                    |
| 1984 | The Parachute Club       | At the Feet of the Moon                                         | Dirección de arte y gráficos con Deborah Samuel                                               |
| 1985 | Rush                     | Power Windows                                                   | Dirección de arte, gráficos y pintura de portada                                              |
| 1985 | Virgin Steele            | Noble Savage                                                    | Dirección y diseño de arte                                                                    |
| 1985 | Kick Axe                 | Welcome to the Club                                             | Dirección de arte y arte de la cubierta                                                       |
| 1985 | Robotman and Friends     | Straight from the Heart                                         | Pintura de portada                                                                            |
| 1986 | Eyes                     | Eyes                                                            | Dirección y diseño de arte                                                                    |
| 1986 | Lee Aaron                | Call of the Wild                                                | Diseño de portada                                                                             |
| 1986 | Quiet Riot               | QR III                                                          | Dirección artística, diseño, arte de la cubierta                                              |
| 1986 | Kim Mitchell             | Shakin' Like a Human Being                                      | Dirección y diseño de arte                                                                    |
| 1986 | Outlaws                  | Soldiers of Fortune                                             | Dirección, diseño, pintura de portada                                                         |
| 1987 | Whitesnake               | Whitesnake                                                      | Arte de la cubierta y el emblema de Whitesnake                                                |
| 1987 | Billy Thorpe             | Children of the Sun... Revisited                                | Dirección y diseño de arte                                                                    |
| 1987 | Y & T                    | Contagious                                                      | Dirección artística                                                                           |
| 1987 | McAuley Schenker Group   | Perfect Timing                                                  | Dirección y diseño de arte                                                                    |
| 1987 | Rush                     | Hold Your Fire                                                  | Dirección artística                                                                           |
| 1988 | Colortone                | Colortone                                                       | Dirección y diseño de arte                                                                    |
| 1988 | Rhythm Corps             | Common Ground                                                   | Dirección y diseño de arte                                                                    |
| 1988 | Kingdom Come             | Kingdom Come                                                    | Dirección y diseño de arte                                                                    |
| 1988 | Lillian Axe              | Lillian Axe                                                     | Dirección y diseño de arte                                                                    |
| 1988 | Night Ranger             | Man in Motion                                                   | Dirección artística                                                                           |
| 1988 | Brighton Rock            | Take a Deep Breath                                              | Dirección y diseño de arte                                                                    |
| 1988 | Dream Patrol             | Phoning the Czar                                                | Dirección y diseño de arte                                                                    |
| 1988 | Quiet Riot               | QR                                                              | Dirección y diseño de arte                                                                    |
| 1988 | Survivor                 | Too Hot to Sleep                                                | Dirección y diseño de arte                                                                    |
| 1988 | Black 'n Blue            | In Heat                                                         | Dirección y diseño de arte                                                                    |
| 1988 | Bon Jovi                 | New Jersey                                                      | Dirección artística con Jon Bon Jovi y diseño                                                 |
| 1988 | Ian Thomas Band          | Levity                                                          | Dirección y diseño de arte                                                                    |
| 1988 | Prophet                  | Cycle of the Moon                                               | Dirección y diseño de arte                                                                    |
| 1989 | Rush                     | Presto                                                          | Dirección artística                                                                           |
| 1989 | Rush                     | A Show of Hands                                                 | Dirección y diseño de arte                                                                    |
| 1989 | Kingdom Come             | In Your Face                                                    | Diseño                                                                                        |
| 1989 | Bad English              | Bad English                                                     | Dirección y diseño de arte                                                                    |
| 1989 | Fates Warning            | Perfect Symmetry                                                | Concepto de cubierta, dirección y diseño de arte                                              |
| 1989 | Whitesnake               | Slip of the Tongue                                              | Arte de la cubierta                                                                           |
| 1989 | Kim Mitchell             | Rockland                                                        | Dirección y diseño de arte                                                                    |
| 1989 | World Trade              | World Trade                                                     | Arte de la cubierta y diseño                                                                  |
| 1989 | Bonfire                  | Point Blank                                                     | Dirección y diseño de arte                                                                    |
| 1989 | Babylon A.D.             | Babylon A.D.                                                    | Dirección y diseño de arte                                                                    |
| 1990 | Magnum                   | Goodnight L.A.                                                  | Arte de la cubierta                                                                           |
| 1990 | Rush                     | Chronicles                                                      | Dirección artística                                                                           |
| 1990 | Slaughter                | Stick It to Ya                                                  | Diseño de portada con Glen Wexler                                                             |
| 1990 | Styx                     | Edge of the Century                                             | Dirección y diseño de arte                                                                    |
| 1990 | Warrant                  | Cherry Pie                                                      | Dirección y diseño de arte                                                                    |
| 1990 | Hurricane                | Slave to the Thrill                                             | Dirección y diseño de arte                                                                    |
| 1990 | Celine Dion              | Unison                                                          | Dirección y diseño de arte                                                                    |
| 1990 | The Northern Pikes       | Snow in June                                                    | Dirección y diseño de arte                                                                    |
| 1990 | Mae Moore                | Oceanview Motel                                                 | Dirección y diseño de arte                                                                    |
| 1991 | Dan Hill                 | Dance of Love                                                   | Dirección y diseño de arte                                                                    |
| 1991 | Steve Plunkett           | My Attitude                                                     | Dirección y diseño de arte                                                                    |
| 1991 | Rush                     | Roll the Bones                                                  | Dirección y diseño de arte                                                                    |
| 1991 | Great White              | Hooked                                                          | Dirección y diseño de arte                                                                    |
| 1991 | The Boomers YYZ          | What We Do                                                      | Dirección y diseño de arte                                                                    |
| 1991 | Kik Tracee               | No Rules                                                        | Dirección y diseño de arte                                                                    |
| 1991 | Fates Warning            | Parallels                                                       | Dirección y diseño de arte                                                                    |
| 1991 | Kix                      | Hot Wire                                                        | Dirección y diseño de arte                                                                    |
| 1991 | Bad English              | Backlash                                                        | Dirección y diseño de arte                                                                    |
| 1991 | Contraband               | Contraband                                                      | Dirección artística con Frenchy Gauthier y diseño                                             |
| 1991 | The Storm                | The Storm                                                       | Dirección y diseño de arte                                                                    |
| 1992 | McAuley Schenker Group   | M.S.G.                                                          | Dirección y diseño de arte                                                                    |
| 1992 | House of Lords           | Demons Down                                                     | Diseño con Glen Wexler                                                                        |
| 1992 | 54•40                    | Dear Dear                                                       | Dirección y diseño de arte                                                                    |
| 1992 | Kiss                     | Revenge                                                         | Dirección artística                                                                           |
| 1992 | Skew Siskin              | Skew Siskin                                                     | Dirección y diseño de arte                                                                    |
| 1992 | The Jeff Healey Band     | Feel This                                                       | Dirección y diseño de arte con Tom Stephen                                                    |
| 1992 | Me Phi Me                | One                                                             | Dirección artística                                                                           |
| 1992 | Steelheart               | Tangled in Reins                                                | Dirección y diseño de arte                                                                    |
| 1992 | 21 Guns                  | Salute                                                          | Dirección y diseño de arte                                                                    |
| 1992 | Megadeth                 | Countdown to Extinction                                         | Dirección y diseño de arte                                                                    |
| 1992 | Unruly Child             | Unruly Child                                                    | Dirección y diseño de arte                                                                    |
| 1992 | Sister Whiskey           | Sister Whiskey (Liquor & Poker)                                 | Arte de la cubierta                                                                           |
| 1992 | Impellitteri             | Grin and Bear It                                                | Diseño prop                                                                                   |
| 1993 | Aerosmith                | Get a Grip                                                      | Diseño de portada                                                                             |
| 1993 | Altered State            | Dos                                                             | Dirección artística, diseño                                                                   |
| 1993 | Def Leppard              | Retro Active                                                    | Dirección de arte, diseño e ilustración digital con Nels Israelson                            |
| 1993 | Coverdale/Page           | Coverdale/Page                                                  | Dirección y diseño de arte                                                                    |
| 1993 | Helix                    | It's a Business Doing Pleasure                                  | Arte de la cubierta y diseño                                                                  |
| 1993 | Damn the Machine         | Damn the Machine                                                | Dirección y diseño de arte                                                                    |
| 1993 | Every Mother's Nightmare | Wake Up Screaming                                               | Dirección y diseño de arte                                                                    |
| 1993 | Rush                     | Counterparts                                                    | Dirección de arte, ilustraciones y diseño                                                     |
| 1993 | BulletBoys               | Za-Za                                                           | Letras, y su diseño                                                                           |
| 1993 | The Boomers              | The Art of Living                                               | Dirección de arte, ilustraciones y diseño                                                     |
| 1993 | The Band                 | Jericho                                                         | Arte de cubierta, dirección y diseño de arte                                                  |
| 1994 | Stray Cats               | Choo Choo Hot Fish                                              | Dirección y diseño de arte                                                                    |
| 1994 | Roger Clinton            | Nothing Good Comes Easy                                         | Ilustraciones y diseño                                                                        |
| 1994 | Dave Edmunds             | Plugged In                                                      | Dirección y diseño de arte                                                                    |
| 1994 | Whitesnake               | Greatest Hits                                                   | Dirección y diseño de arte                                                                    |
| 1994 | Megadeth                 | Youthanasia                                                     | Diseño e ilustración digital. Dirección de arte con Tommy Steele.                             |
| 1994 | Queensrÿche              | Promised Land                                                   | Dirección de arte, diseño e ilustración digital                                               |
| 1994 | Tesla                    | Bust a Nut                                                      | Ilustraciones, dirección de arte, diseño                                                      |
| 1994 | Fates Warning            | Inside Out                                                      | Ilustraciones y diseño                                                                        |
| 1994 | Various artists          | Burning for Buddy: A Tribute to the Music of Buddy Rich         | Dirección y diseño de arte                                                                    |
| 1995 | Iron Maiden              | The X Factor                                                    | Dirección de arte, diseño, ilustraciones, ilustraciones digitales                             |
| 1996 | Celine Dion              | Live à Paris                                                    | Dirección de arte, concepto gráfico                                                           |
| 1996 | Rush                     | Test for Echo                                                   | Dirección de arte, diseño e ilustración digital                                               |
| 1996 | The Band                 | High on the Hog                                                 | Dirección y diseño de arte                                                                    |
| 1996 | The Boomers              | 25 Thousand Days                                                | Dirección de arte, ilustraciones y diseño                                                     |
| 1996 | Earth, Wind & Fire       | Greatest Hits Live                                              | Dirección y diseño de arte                                                                    |
| 1996 | Pod                      | Headed for the Zeros                                            | Dirección de arte, ilustraciones y diseño                                                     |
| 1997 | Alice Cooper             | A Fistful of Alice                                              | Diseño de portada                                                                             |
| 1997 | Queensrÿche              | Hear in the Now Frontier                                        | Dirección artística, ilustraciones y diseño con Dimo Safari                                   |
| 1997 | Supertramp               | Some Things Never Change                                        | Dirección y diseño de arte                                                                    |
| 1997 | Megadeth                 | Cryptic Writings                                                | Dirección de arte, diseño e ilustraciones                                                     |
| 1997 | Rush                     | Retrospective I                                                 | Dirección y diseño de arte                                                                    |
| 1997 | Rush                     | Retrospective II                                                | Dirección de arte, diseño y pintura de portada                                                |
| 1997 | Whitesnake               | Restless Heart                                                  | Dirección de arte, diseño de emblema y concepto de cubierta con Dimo Safari y David Coverdale |
| 1997 | Earth, Wind and Fire     | In the Name of Love                                             | Dirección de arte, diseño e ilustración digital                                               |
| 1997 | Various artists          | Burning for Buddy: A Tribute to the Music of Buddy Rich, Vol. 2 | Dirección y diseño de arte                                                                    |
| 1998 | Arena                    | The Visitor                                                     | Dirección y diseño de arte                                                                    |
| 1998 | Rush                     | Different Stages                                                | Dirección de arte, ilustración y diseño                                                       |
| 1998 | Uriah Heep               | Classic Heep: An Anthology                                      | Dirección y diseño de arte                                                                    |
| 1999 | The Kings                | The Kings Are Here..and More                                    | Diseño                                                                                        |
| 1999 | Tiles                    | Presents of Mind                                                | Concepto de portada, ilustraciones y diseño                                                   |
| 1999 | Henry Lee Summer         | Smoke and Mirrors                                               | Dirección y diseño de arte                                                                    |
| 1999 | Charlotte Church         | Charlotte Church                                                | Dirección de arte, diseño y fotografía                                                        |
| 2000 | Arena                    | Immortal?                                                       | Dirección y diseño de arte                                                                    |
| 2000 | Queensrÿche              | Greatest Hits                                                   | Dirección y diseño de arte                                                                    |
| 2000 | Carrie Newcomer          | Age of Possibility                                              | Dirección y diseño de arte                                                                    |
| 2001 | Jennie Devoe             | Does She Walk on Water                                          | Dirección y diseño de arte                                                                    |
| 2001 | Megadeth                 | The World Needs a Hero                                          | Dirección de arte, diseño e ilustraciones                                                     |
| 2001 | Deep Blue Something      | Deep Blue Something                                             | Dirección y diseño de arte                                                                    |
| 2001 | The Bacon Brothers       | Can't Complain                                                  | Dirección de arte, diseño e ilustraciones                                                     |
| 2001 | Deana Carter             | Father Christmas                                                | Diseño                                                                                        |
| 2002 | Rush                     | Vapor Trails                                                    | Dirección de arte, pinturas y retratos                                                        |
| 2002 | Heather Myles            | Sweet Talk and Good Lies                                        | Dirección y diseño de arte                                                                    |
| 2002 | Styx                     | At the River's Edge: Live in St. Louis                          | Logo Diseño                                                                                   |
| 2002 | Carrie Newcomer          | The Gathering of Spirits                                        | Dirección y diseño de arte                                                                    |
| 2002 | The Boomers              | Midway                                                          | Dirección de arte, ilustraciones y diseño                                                     |
| 2003 | The Allman Brothers Band | Hittin' the Note                                                | Dirección de arte, e ilustraciones                                                            |
| 2003 | Extol                    | Synergy                                                         | Arte de cubierta                                                                              |
| 2003 | Rush                     | Rush in Rio                                                     | Dirección de arte, ilustraciones y diseño                                                     |
| 2003 | Rush                     | The Spirit of Radio: Greatest Hits 1974–1987                    | Dirección y diseño de arte                                                                    |
| 2003 | The Wayfaring Strangers  | This Train                                                      | Dirección artística                                                                           |
| 2003 | Quill•Tolhurst           | So Rudely Interrupted                                           | Arte de la cubierta y gráficos                                                                |
| 2004 | Travis Larson            | Burn Season                                                     | Dirección artística                                                                           |
| 2004 | Billy Jonas              | Get Real                                                        | Dirección de arte, ilustraciones y diseño                                                     |
| 2004 | Carrie Newcomer          | Betty's Diner: The Best of Carrie Newcomer                      | Dirección y diseño de arte                                                                    |
| 2004 | Tiles                    | Window Dressing                                                 | Obra, fotografía y diseño                                                                     |
| 2004 | Rush                     | Feedback                                                        | Dirección de arte, ilustraciones y diseño                                                     |
| 2005 | Varios artistas          | Subdivisions: A Tribute to Rush                                 | Dirección y diseño de arte                                                                    |
| 2005 | Dream Theater            | Octavarium                                                      | Dirección de arte, ilustraciones y diseño                                                     |
| 2005 | Nevermore                | This Godless Endeavor                                           | Arte de la cubierta                                                                           |
| 2005 | Bad Moon Rising          | Full Moon Collection                                            | Diseño                                                                                        |
| 2005 | Carrie Newcomer          | Regulars and Refugees                                           | Dirección y diseño de arte                                                                    |
| 2005 | Rush                     | R30: 30th Anniversary World Tour                                | Dirección de arte, ilustraciones y diseño                                                     |
| 2006 | Oneside                  | Oneside                                                         | Dirección de arte, ilustraciones y diseño                                                     |
| 2006 | Rush                     | Gold                                                            | Dirección y diseño de arte                                                                    |
| 2006 | Rush                     | Rush Replay X 3                                                 | Dirección y diseño de arte                                                                    |
| 2006 | Stone Sour               | Come What(ever) May                                             | Dirección de arte, ilustraciones y diseño                                                     |
| 2007 | Dream Theater            | Systematic Chaos                                                | Dirección de arte, ilustraciones y diseño                                                     |
| 2007 | Rush                     | Snakes & Arrows                                                 | Dirección de arte, ilustraciones y diseño                                                     |
| 2007 | Queensrÿche              | Sign of the Times: The Best of Queensrÿche                      | Dirección de arte, ilustraciones y diseño                                                     |
| 2007 | Byron Nemeth Group       | The Force Within                                                | Dirección de arte, ilustraciones y diseño                                                     |
| 2007 | Krista Detor             | Cover Their Eyes                                                | Dirección y diseño de arte                                                                    |
| 2007 | Charlotte Church         | The Charlotte Church Show                                       | Dirección de arte, fotografía y diseño                                                        |
| 2008 | Oneside                  | First, to Last                                                  | Dirección y diseño de arte                                                                    |
| 2008 | Tiles                    | Fly Paper                                                       | Ilustraciones, diseño, fotografía                                                             |
| 2008 | Dream Theater            | Greatest Hit (...And 21 Other Pretty Cool Songs)                | Dirección de arte, diseño, fotografía e ilustraciones                                         |
| 2008 | Dream Theater            | Chaos in Motion 2007–2008                                       | Ilustraciones y diseño                                                                        |
| 2008 | Rush                     | Snakes & Arrows Live                                            | Dirección de arte, ilustraciones y diseño                                                     |
| 2008 | Bob Mover                | It Amazes Me                                                    | Dirección de arte, fotografía y diseño                                                        |
| 2009 | Queensrÿche              | American Soldier                                                | Dirección de arte, ilustraciones y diseño                                                     |
| 2009 | Rush                     | Retrospective 3                                                 | Dirección y diseño de arte                                                                    |
| 2009 | Rush                     | Grace Under Pressure Tour                                       | Dirección y diseño de arte                                                                    |
| 2009 | Dream Theater            | Black Clouds and Silver Linings                                 | Dirección de arte, ilustraciones y diseño                                                     |
| 2009 | Flying Machines          | Flying Machines                                                 | Dirección de arte, ilustraciones y diseño                                                     |
| 2010 | Carrie Newcomer          | Before & After                                                  | Dirección y diseño de arte                                                                    |
| 2010 | Krista Detor             | Chocolate Paper Suites                                          | Dirección de arte, ilustraciones y diseño                                                     |
| 2010 | Rush                     | Icon                                                            | Arte de la cubierta                                                                           |
| 2011 | Rush                     | Icon 2                                                          | Arte de la cubierta                                                                           |
| 2011 | 3 Doors Down             | Time of My Life                                                 | Concepto de portada, dirección de arte, ilustraciones y diseño                                |
| 2011 | Dream Theater            | A Dramatic Turn of Events                                       | Dirección y diseño de arte                                                                    |
| 2011 | Rush                     | Time Machine 2011: Live in Cleveland                            | Dirección y diseño de arte                                                                    |
| 2012 | Betrayer                 | Betrayer                                                        | Dirección artística, Ilustraciones y diseño                                                   |
| 2012 | Rush                     | Clockwork Angels                                                | Arte de la cubierta                                                                           |
| 2012 | Rush                     | 2112 5.1                                                        | Dirección y diseño de arte                                                                    |
| 2012 | Tiles                    | Off the Floor 01                                                | Arte de la cubierta                                                                           |
| 2013 | Dream Theater            | Dream Theater                                                   | Portada y diseño de álbum                                                                     |
| 2014 | Carrie Newcomer          | A Permeable Life                                                |                                                                                               |
| 2014 | Tiles                    | Off the Floor 02                                                | Arte de la cubierta                                                                           |
| 2014 | Flying Colors            | Second Nature                                                   |                                                                                               |